# Numeri2AndTheBand
I Numeri2 AndTheBand sono un gruppo musicale di Milano nato nel 2009 dalla fusione dei Numeri2 e degli AndTheBand.
La loro musica comprende generi diversi, collegati tra loro dal rap delle voci di Kimo e AleKarmine.
Il gruppo è ora formato, oltre ai due già citati, da MasterMaind (compositore e direttore musicale), Donash (batteria), Teo 'Teino' Youssoufian (cantante), Bicio (pianoforte), San Talamecca (chitarra), Max Modyllo (bassista), e si pregia delle forti collaborazioni con Sopreman (cantante), Robbe (chitarra solista), Accio (tromba) e Dj Sax (cut & scratch).

## Storia del Gruppo

### La Primizia e il SoulMaster Project
Nel 1996 Kimo e Kadmo decidono di formare un gruppo hip hop.
Con il nome de La Primizia sfornano il primo anno due demo: Guardiani del Muro e Il Muro del Suono.
L'anno successivo è la volta di un altro demo, Per il Clan.
Il 1998 è per il gruppo l'anno dell'uscita di Wall Street, disco da 12" che gli permette di cominciare a farsi conoscere, anche grazie alle esibizioni dal vivo.
Nel 2001 esce l'ultimo lavoro sotto il nome de La Primizia: Guidati Dai Maestri.
Parallelamente a La Primizia, in quegli anni un altro progetto musicale si muoveva sulle scene milanesi: il SoulMaster Project, progetto che vedeva MasterMaind a fare da beatmaker e Soul Reever da cantante.

### Numeri2
Il 2002 è l'anno della svolta: Kimo, Kadmo, MasterMaind e Soul Reever decidono di formare un nuovo gruppo tutti insieme.
Dalla fusione dei due progetti musicali diversi nascono appunto i Numeri2, nome che nasce dal fatto di essere 2 gruppi, formati da 2 elementi, tutti ventenni nel 2002.
La loro voglia di scrivere canzoni nasce dal bisogno d'evasione dalle difficoltà e dalla quotidianità tipiche di un quartiere di periferia di una grande città, in questo caso Bruzzano, situato tra la Comasina, Quarto Oggiaro e Affori; positività e divertimento diventano l'angolazione adottata dagli artisti per descrivere la loro vita .
Decidono così di discostarsi dal genere underground e di intraprendere, tra i primi in Italia, la strada dell'R'n'B da club.
La nuova formazione si mette subito al lavoro e nel 2003 esce il disco 2 + 2 = 2, che comprende all'interno collaborazioni con DJ Yaner e Bassi Maestro, proprio con quest'ultimo scrivono Ho Bisogno D'Amore, canzone ancora oggi tra le più amate del gruppo .
Il 2005 è l'anno di uscita di Club Bangers, album preceduto dal singolo Giù con i più Galli, prodotto da The Saifam Group e distribuito da Self.
Il disco permette loro di cominciare un tour radiofonico in tutta Italia per promuoverlo, di pari passo arrivano i concerti dal vivo, che diventano sempre più numerosi , portando i Numeri2 a suonare ad eventi come il Coca-Cola Live Tour 2005 per le Olimpiadi Invernali di Torino.
Dopo la positiva esperienza del disco precedente nel 2008 esce l'album Artisti della Domenica, titolo scelto dai Numeri2 per definire la loro condizione di musicisti che però non vivono di musica .
Il disco, più maturo rispetto ai precedenti lavori e che mescola abilmente l'hip hop con il pop ed il folk è preceduto dal singolo Fiori nel Cervello, il cui relativo videoclip viene trasmesso in rotazione da una rete televisiva musicale a copertura nazionale.

### Numeri2AndTheBand
Nell'aprile 2009 i Numeri2 cominciano a discostarsi dal classico genere hip hop, riarrangiando i brani assieme ad una band di amici, la AndTheBand.
In quel periodo si presentano al pubblico nella nuova veste, ed arrivano a suonare ad un evento come il Red Bull Tour al Parco Sempione di Milano, e tornano nello storico locale milanese per la musica dal vivo 'Le Scimmie'.
Nell'ottobre del 2009 Soul Reever decide di abbandonare il mondo della musica per motivi personali, pur mantenendo intatti i rapporti con il resto del gruppo; i Numeri2 aprono quindi una nuova pagina nella loro storia ed entrano in quella che per loro è un'inedita dimensione artistica: con loro suona ora a tutti gli effetti la AndTheBand, da qui la decisione di cambiare nome e diventare Numeri2AndTheBand
Il gruppo si chiude in studio per preparare il nuovo disco, anticipato nel marzo 2011 dallo street single 'Swedish Gorilla', singolo pubblicato in free download che riscuote un discreto successo, arrivando a 1000 download nelle prime 24 ore.
Nella primavera 2012, scegliendo come data il cabalistico 22/02/2012, il gruppo regala ai fan il nuovo disco Numeri2 AndTheBand - Volume 1 ||| Start 2gether lasciando la possibilità di scaricarlo gratuitamente dal sito ufficiale.
Per l'occasione dei primi dieci anni del gruppo, nella primavera del 2012 Kimo e AleKarmine registrano l'album "Numeri2 - La Primizia 2012", un disco interamente hip hop che si avvale di prestigiose collaborazioni come quella di Mondo Marcio, Danti dei Two Fingerz, Maxi B, Meddaman, Sewit Villa, Gccio, Sopreman, Yves, MasterMaind e Teo Youssoufian.

## Discografia

### Album
- 2 + 2 = 2  (2004)
- Club Bangers  (2005)
- Artisti della Domenica  (2008)
- Volume1 ||| Start 2gether (2012)
- La Primizia 2012 (2012)

### Singoli/EP
- Muoviti  (2006)
- Tusa feat. Bovisa String Band  (2008)
- Swedish Gorilla  (2011)
- Spread Love (2012)
- Dai Skappiamo (2012)
- Don't Give Up feat. Danti (2013)
- Il Buttafuori (2013)